# Tipula (Formotipula) holoserica
Tipula (Formotipula) holoserica is een tweevleugelige uit de familie langpootmuggen (Tipulidae). De soort komt voor in het Oriëntaals gebied.